# نادي لو روتش
نادي لو روتش فيندي لكرة القدم (بالفرنسية: La Roche Vendée Football)‏ نادي كرة قدم فرنسي يلعب في دوري الدرجة السابعة . تم تأسيس النادي في سنة 1947 .